# Francisco San José
Francisco San José y González (Madrid, 25 de abril de 1919-Madrid, 10 de septiembre de 1981), fue un pintor español que participó activamente en la segunda Escuela de Vallecas y desarrolló parte de su obra en Venezuela. Era sobrino del escritor Diego San José y se casó con la también pintora Pilar Aranda Nicolás.

## Biografía
Nacido en una familia madrileña acomodada, fue introducido en el arte clásico por su tío, el escritor Diego San José.
En 1931 entró en la Escuela Superior de Comercio (donde conocería a otro futuro pintor Enrique Núñez Castelo), y un año después en la de Artes y Oficios. En 1937, en plena  Guerra civil española, concluye Comercio y, animado por Luis García-Ochoa, entra en la Escuela Superior de Bellas Artes de Madrid como alumno de Daniel Vázquez Díaz, que le descubre las vanguardias pictóricas. Allí hace amistad también con  Álvaro Delgado, Cirilo Martínez Novillo, Gregorio del Olmo, Carlos Pascual de Lara... Al inicio de 1939 es movilizado por el ejército republicano.
Tras la Guerra civil española y el desconcierto inicial, recupera la relación con el grupo de alumnos de Vázquez Díaz, que encuentran temporalmente en Benjamín Palencia un guía. Con él constituyen la segunda escuela de Vallecas. Muy pronto el único que quedará junto al maestro será San José, y colateralmente Rafael Zabaleta que, desde Quesada, viene a visitarles con frecuencia. Será este pintor jienense quien le presente, en 1943, a Pilar Aranda, su compañera y futura esposa.
En 1950 cayó enfermo de tuberculosis; durante la convalecencia en Peguerinos -en casa de una familia que le admira- es ayudado por Juan Antonio Morales, Juliana Macarrón, Menchu Gal, su hermana Maruja y otros amigos. Pilar y San José se casan en mayo de 1956. En agosto de ese mismo año deciden irse a Venezuela.
En Caracas, tras algunas apreturas y muchos trabajos circunstanciales, crearon la "escuela del Bosque" (cantera de jóvenes generaciones de pintores venezolanos). En 1972, deciden regresar a España, instalándose en Madrid y pasando largas temporadas en Olmeda de las Fuentes, donde recupera su pasión por el paisaje castellano. Muere de cáncer en Madrid, al final del verano de 1981.

## Obra
Exposiciones individuales: 1943, Sala Clan, Madrid (1943), Asociación de Artistas Vizcaínos, Bilbao (1954), Galería Biosca, Madrid (1975), Galería Sur, Santander (1982); y una exposición antológica en el Centro Cultural Conde Duque de Madrid en 1995.
Su obras está representada en instituciones como el Museo de Arte Contemporáneo (Madrid), el Museo Nacional de Arte de Cataluña, el Museo del Alto-Aragón de Huesca, el Museo Camón Aznar de Zaragoza; el Palacio de las Cadenas de Toledo, la colección de Congreso de los Diputados en Madrid, y la colección de la Asamblea de la Comunidad Autónoma de Madrid.

## Enlaces
- Sitio dedicado al pintor (por Arturo Paraíso Aranda).

- Datos: Q5867406